# Pyrrhosoma nymphula
Pyrrhosoma nymphula là loài chuồn chuồn trong họ Coenagrionidae. Loài này được Sulzer mô tả khoa học đầu tiên năm 1776.
Loài này chủ yếu sống ở châu Âu, với một số quần thể ở Bắc Phi và Tây Á.

## Môi trường sống
Loài chuồn chuồn kim này sống trong ao, hồ và đê nhỏ, và đôi khi là những dòng sông chảy chậm. Chúng có xu hướng tránh dòng nước chảy xiết.

## Mô tả

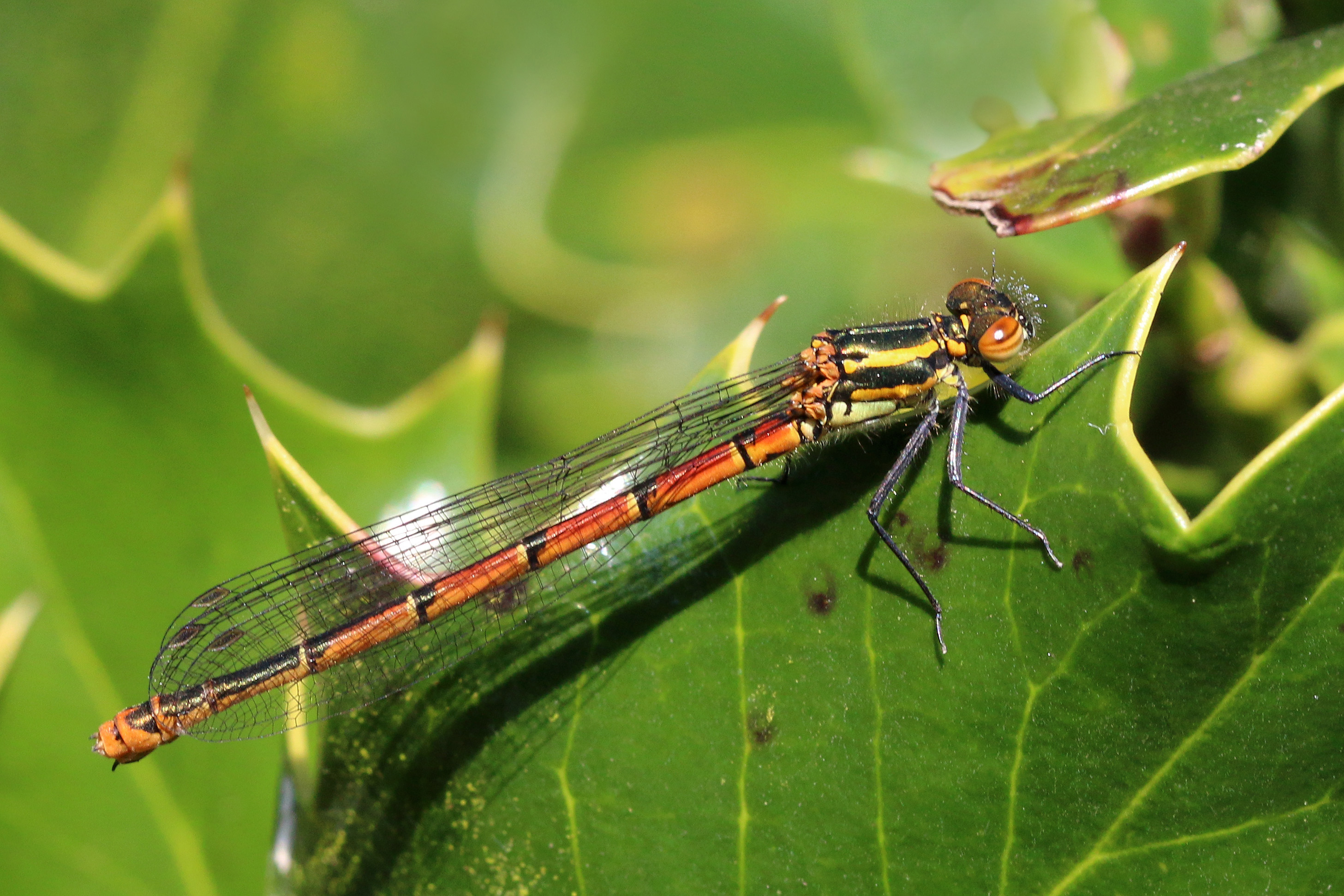
Con cái chưa trưởng thành, mẫu từ typica, Cumnor Hill, Oxford

Pyrrhosoma nymphula có cơ thể dài đến 33–36 milimét (1,3–1,4 in). Những con chuồn chuồn kim lớn và có thân hình chắc nịch này có đốm đen ở chân và cánh ở cả con đực và con cái.

## Hình ảnh

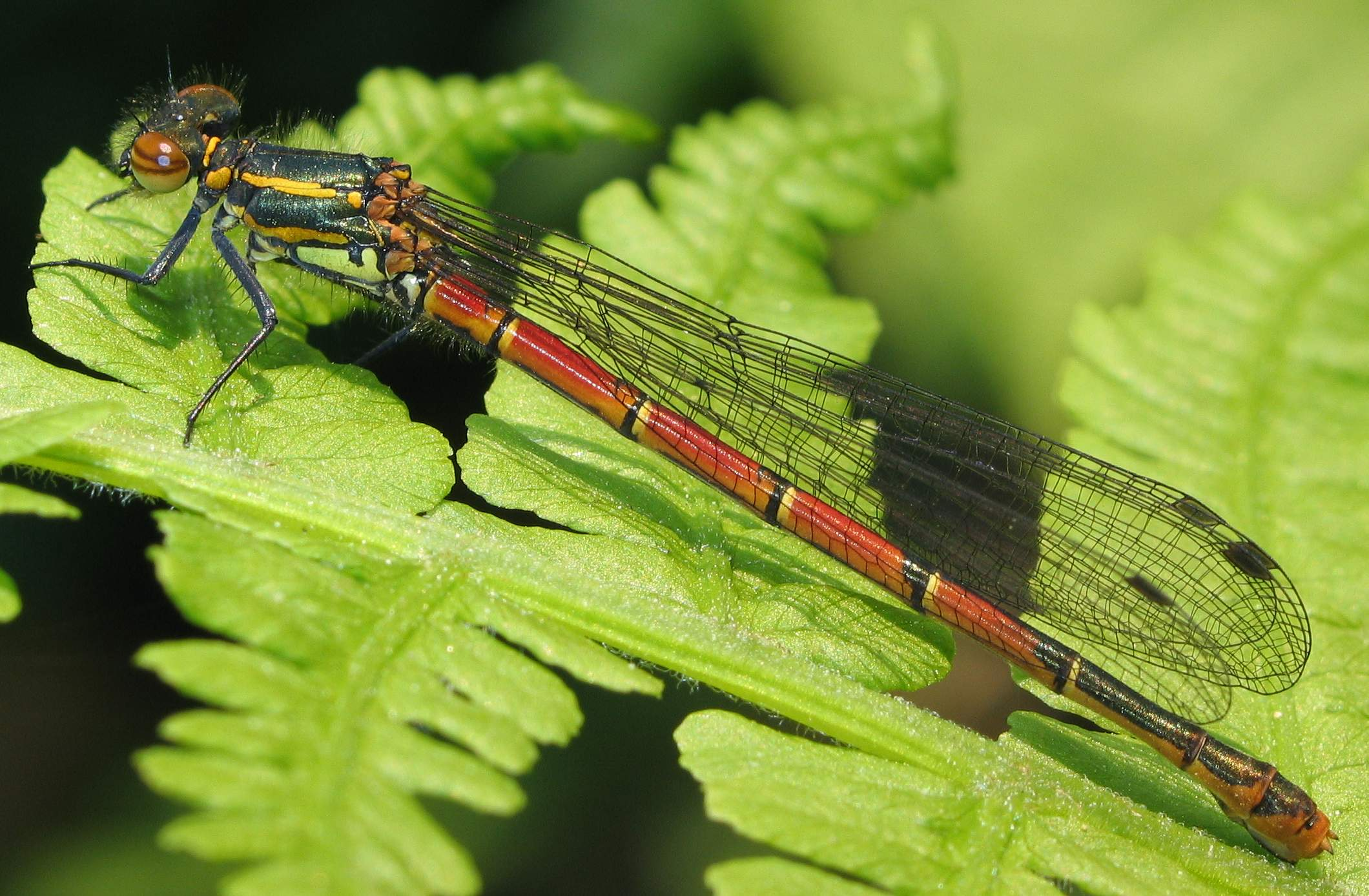
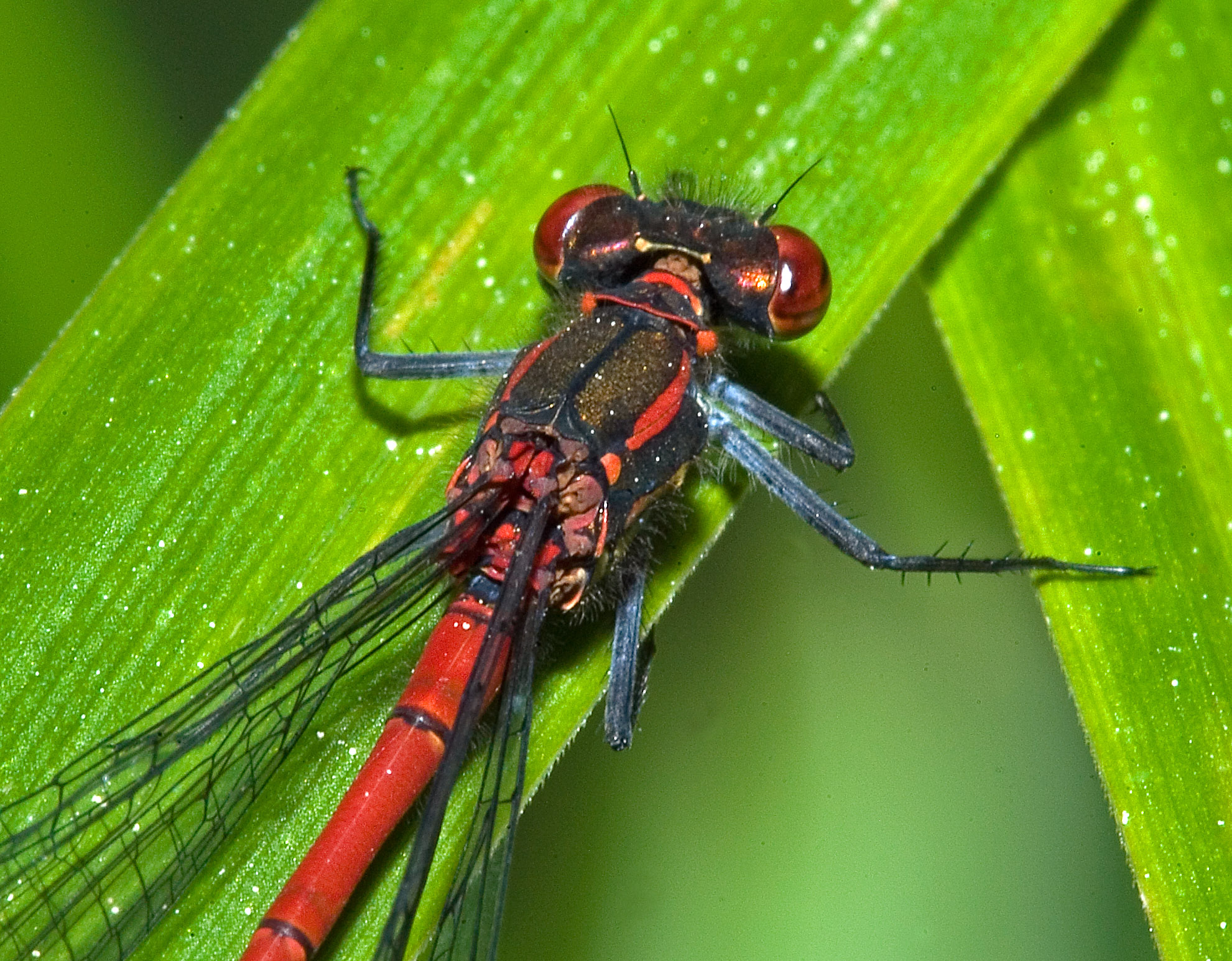
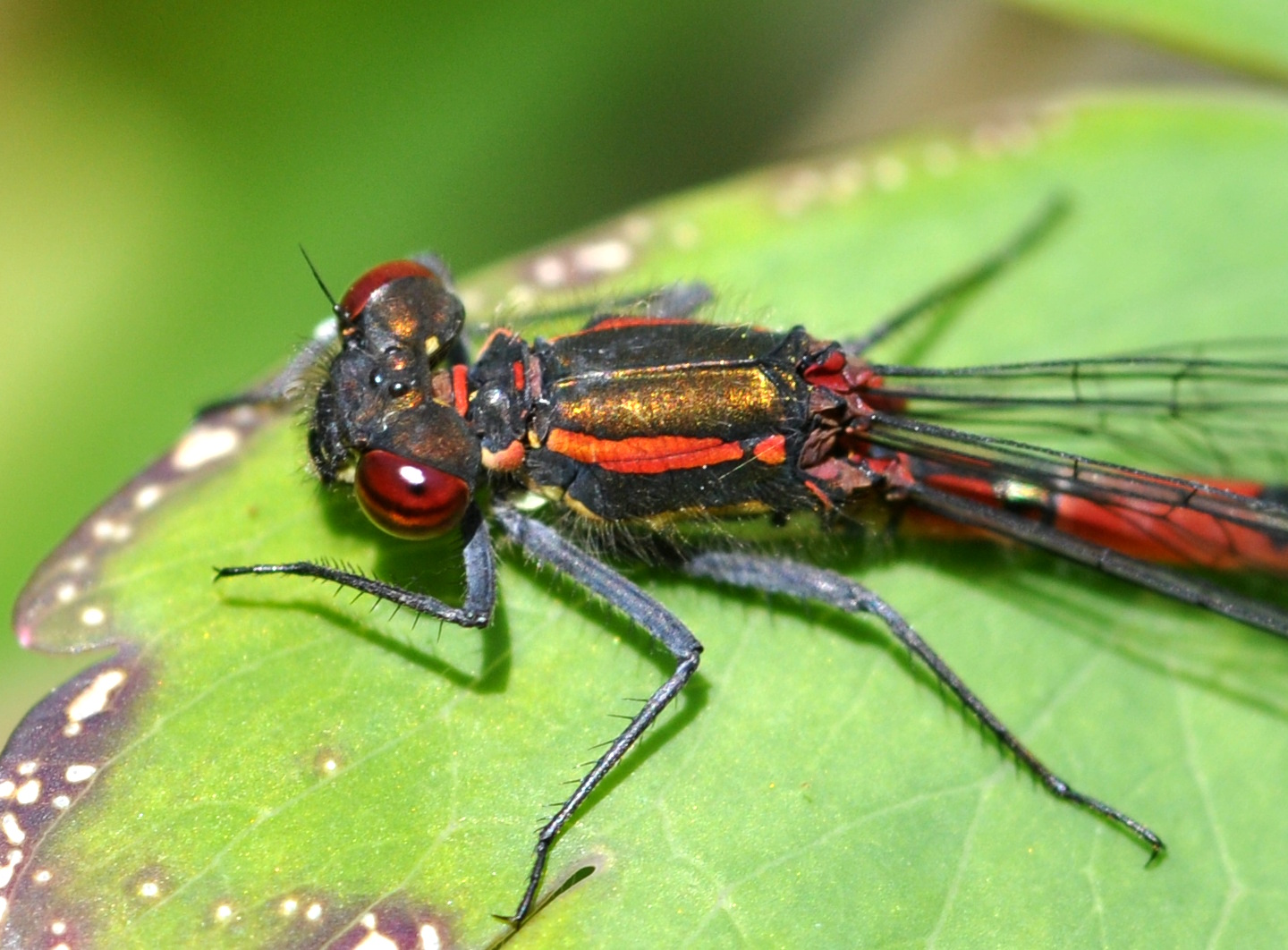
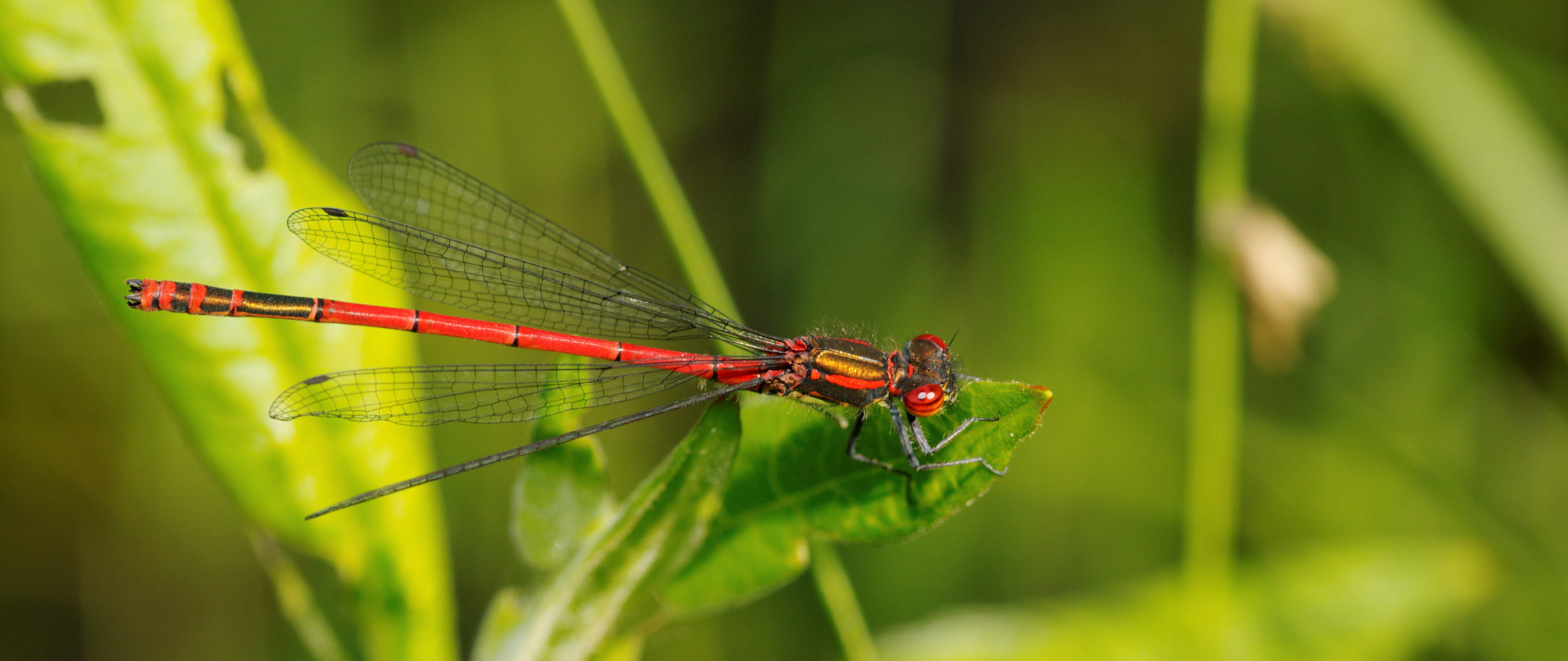